# Jared Tallent
Jared Tallent (Ballarat, Australia, 17 de octubre de 1984) es un atleta australiano especializado en marcha atlética. En 50 kilómetros marcha fue campeón olímpico en Londres 2012 y subcampeón olímpico en Pekín 2008. También fue subcampeón mundial en dos ocasiones, en Daegu 2011 y en Pekín 2015.
Se da la circunstancia de que en la "familia Tallent" hay un trío de marchadores, además del propio Jared: su hermana, a la que entrena, es la marchadora Rachel Tallent y su esposa es la también marchadora Claire Tallent.

## Carrera
Tallent terminó tercero en los 20 km marcha en los Juegos Olímpicos de 2008, celebrados en Pekín, ganando su primera medalla olímpica, en este caso de bronce. Semana más tarde consiguió la medalla de plata al terminar segundo en los 50 km marcha, convirtiéndose en el primer australiano en ganar dos medallas de atletismo en los mismos Juegos Olímpicos desde que en 1972, durante la celebración de los Juegos Olímpicos de Múnich, la atleta Raelene Ann Boyle consiguiera dos medallas de plata en 100 y 200 metros lisos. En hombres fue el primer australiano en conseguirlo tras 102 años.
En los 20 y 50 km marcha en el Campeonato Mundial de Atletismo de 2009, terminó en sexta y séptima posición respectivamente.
Tallent subió de nuevo al podio en 2010 al hacerse con una medalla de bronce en los 50 km marcha en el Copa del Mundo de Marcha Atlética que se celebró en Chihuahua, México.
Más tarde ese año Tallent se llevó a casa el oro en los 20 km marcha en los Juegos de la Commonwealth 2010 en Delhi.
Abrió la temporada 2011 con una victoria en los 20 km del campeonato de Australia, mientras que su esposa Claire Tallent aseguró el título femenino.
En el Campeonato Mundial de Atletismo de 2011, ganó la medalla de plata en los 50 km. Obtuvo inicialmente la medalla de bronce, pero el atleta ruso Sergéi Bakulin, ganador de la prueba, fue descalificado el 24 de marzo de 2016 por el TAS acusado de dopaje. La IAAF anunció que las medallas serían redistribuidas en todas las competiciones bajo su control por lo que Tallent pasó del puesto 3º al 2º.
En los Juegos Olímpicos de Londres 2012, Tallent terminó séptimo en los 20 km marcha, consiguiendo de esta manera un diploma olímpico. Una semana más tarde, en el mismo escenario, ganó su segunda medalla de plata consecutiva en los 50 km marcha en un mejor tiempo personal de 3:36:53. El ganador, el atleta ruso Serguéi Kirdiapkin, fue descalificado el 24 de marzo de 2016 por el TAS acusado de dopaje. La IAAF anunció que solicitaría al COI que las medallas fuesen redistribuidas por lo que el resto de atletas ganan un puesto y Tallent pasaría a conseguir el primer puesto y la medalla de oro.
En el Campeonato Mundial de Atletismo de 2013, celebrado en Moscú se alzó con una nueva medalla de bronce en la misma distancia. En 2015, con motivo del Campeonato Mundial de Atletismo de Pekín, se alzó con la plata en la misma distancia.
Tallent ha participado en la Copa del Mundo de Marcha Atlética en seis ocasiones, obteniendo medalla en tres de ellas siempre sobre la distancia de 50 km marcha: bronce en Chihuahua 2010, plata en Saransk 2012 y bronce en Taicang 2014.

### Mejores marcas personales
| Mejores marcas personales | Mejores marcas personales | Mejores marcas personales | Mejores marcas personales |
| Distancia                 | Tiempo                    | Lugar                     | Fecha                     |
| ------------------------- | ------------------------- | ------------------------- | ------------------------- |
| 3.000 m.                  | 11:21.04                  | Canberra, Australia       | 29 de octubre de 2005     |
| 5.000 m.                  | 18:41.83                  | Sídney, Australia         | 28 de febrero de 2009     |
| 10.000 m.                 | 40:41.5                   | Valga, Estonia            | 27 de mayo de 2006        |
| 10 km.                    | 38:29                     | Pekín, China              | 19 de septiembre de 2010  |
| 20 km.                    | 1h:19:15                  | Hobart, Australia         | 13 de febrero de 2010     |
| 30 km.                    | 2h:12:58                  | Adelaida, Australia       | 28 de agosto de 2005      |
| 35 km.                    | 2h:32:37                  | Londres, Reino Unido      | 11 de mayo de 2012        |
| 50 km.                    | 3h:36:53                  | Londres, Reino Unido      | 11 de agosto de 2012      |
| PC - Pista Cubierta       |                           |                           |                           |

## Resultados
| Año  | Competición                             | Ciudad         | Clasificación | Disciplina    | Marca        |
| ---- | --------------------------------------- | -------------- | ------------- | ------------- | ------------ |
| 2001 | Campeonato Mundial Juvenil de Atletismo | Debrecen       | 7º            | 10.000 metros | 44,50        |
| 2002 | Campeonato Mundial de Atletismo Sub-20  | Kingston       | 19º           | 10.000 metros | 45,41        |
| 2004 | Copa del Mundo de Marcha Atlética       | Kingston       | 75.º          | 20 kilómetros | 1:30:01      |
| 2005 | Campeonato Mundial                      | Helsinki       | 18º           | 20 kilómetros | 1:23:42      |
| 2006 | Juegos de la Mancomunidad               | Melbourne      | 3º            | 20 kilómetros | 1:23:32      |
| 2006 | Copa del Mundo de Marcha Atlética       | La Coruña      | 14º           | 20 kilómetros | 1:21:36      |
| 2007 | Campeonato Mundial                      | Osaka          | —             | 20 kilómetros | DSQ          |
| 2008 | Copa del Mundo de Marcha Atlética       | Cheboksary     | 10º           | 20 kilómetros | 1:18:48      |
| 2008 | Juegos Olímpicos                        | Pekín          | 3º            | 20 kilómetros | 1:19:42      |
| 2008 | Juegos Olímpicos                        | Pekín          | 2º            | 50 kilómetros | 3:39:27      |
| 2009 | Campeonato Mundial                      | Berlín         | 6º            | 20 kilómetros | 1:20:27      |
| 2009 | Campeonato Mundial                      | Berlín         | 7º            | 50 kilómetros | 3:44:50      |
| 2010 | Copa del Mundo de Marcha Atlética       | Chihuahua      | 3º            | 50 kilómetros | 3:54:55      |
| 2010 | Juegos de la Mancomunidad               | Melbourne      | 1º            | 20 kilómetros | 1:22:18      |
| 2011 | Campeonato Mundial                      | Daegu          | 2º            | 50 kilómetros | 3:43:36      |
| 2012 | Copa del Mundo de Marcha Atlética       | Saransk        | 1º            | 50 kilómetros | 3:40:32      |
| 2012 | Juegos Olímpicos                        | Londres        | 7º            | 20 kilómetros | 1:20:02      |
| 2012 | Juegos Olímpicos                        | Londres        | 1º            | 50 kilómetros | 3:36:53 (OR) |
| 2013 | Campeonato Mundial                      | Moscú          | 3º            | 50 kilómetros | 3:40:03      |
| 2014 | Copa del Mundo de Marcha Atlética       | Taicang        | 3º            | 50 kilómetros | 3:42:48      |
| 2015 | Campeonato Mundial                      | Pekín          | 26º           | 20 kilómetros | 1:24:19      |
| 2015 | Campeonato Mundial                      | Pekín          | 2º            | 50 kilómetros | 3:42:17      |
| 2016 | Copa del Mundo de Marcha Atlética       | Roma           | 1º            | 50 kilómetros | 3:42:17      |
| 2016 | Juegos Olímpicos                        | Río de Janeiro | 2º            | 50 kilómetros | 3:41:16      |